# Cantó de Sijan

El cantó al departament de l'Aude

El cantó de Sijan, avui cantó de les Corberes marítimes, era un cantó francès del departament de l'Aude, a la regió d'Occitània, avui regió d'Occitània. Estava inclòs al districte de Narbona, comptava amb 11 municipis i el cap cantonal era Sijan.

## Municipi
- Las Cavas
- Fulhan
- Fitor
- La Pauma
- Leucata
- La Novella
- Peiriac de Mar
- Portèl de las Corbièras
- Ròcafòrt de las Corbièras
- Sijan
- Trelhas